# Żabin Rybacki
Żabin Rybacki [ˈʐabin rɨˈbat͡ski] là một ngôi làng thuộc khu hành chính của Gmina Banie Mazurskie, thuộc qhuyện Gołdapski, Warmińsko-Mazurskie, ở phía bắc Ba Lan, 500 mét (547 yd) từ biên giới với tỉnh Kaliningrad của Nga.
Trước năm 1945, khu vực này là một phần của Đức (Đông Phổ).